# Konstytucja Filipa Orlika
Konstytucja Filipa Orlika (inaczej Konstytucja Benderska; ukr. Конституція Пилипа Орлика, Пакти і Конституція прав і вольностей Війська Запорозького) – dokument z 1710 roku autorstwa hetmana kozackiego Filipa Orlika, inspirowany m.in. artykułami henrykowskimi. 
W 1708 roku hetman Iwan Mazepa zawarł ugodę z Rzeczpospolitą i Szwecją w celu uniezależnienia się od zwierzchnictwa moskiewskiego. Jednak w wyniku szwedzkiej klęski w bitwie pod Połtawą hetman Mazepa wraz z wojskiem zaporoskim ewakuował się na terytorium Imperium Osmańskiego, gdzie wkrótce zmarł. W rezultacie w Benderach Kozacy wybrali nowego hetmana, którym został dotychczasowy pisarz wojsk zaporoskich Filip Orlik. Efektem ugody między nowym hetmanem, starszyzną i wojskiem był dokument pt. Pacta et constitutiones legum libertatumque exercitus zaporoviensis, który przeszedł do historii jako Konstytucja Filipa Orlika lub Konstytucja Benderska. 
Dokument ten, składający się z preambuły oraz szesnastu artykułów, mówił o prawie ludności ruskiej, jak siebie nazywali w tamtych czasach Ukraińcy do samostanowienia, uniezależnieniu prawosławnej metropolii kijowskiej od Patriarchatu Moskiewskiego i przywróceniu zwierzchnictwa patriarchatu Konstantynopola. Określał także granice przyszłego państwa ze stolicą w Kijowie, których gwarantem miał być król szwedzki, zaś dodatkowo bezpieczeństwo Kozaczyzny miało być wzmocnione sojuszem z Tatarami. Dalsze części dotyczyły ustroju, w tym zakresu władzy Hetmana, Rady Generalnej i Starszyzny Generalnej oraz Sądu Generalnego. Określone zostały również prawa i wolności, podział administracyjny (na pułki i sotnie) oraz podstawowe kwestie dotyczące podatków. Normy ustalone w dokumencie w praktyce nie były realizowane z uwagi na okoliczności międzynarodowe – Kijów wraz z lewobrzeżną Ukrainą pozostawał pod kontrolą cara.